# Тарасовское сельское поселение (Архангельская область)
Тарасовское сельское поселение или муниципа́льное образова́ние «Тара́совское» — упразднённое муниципальное образование со статусом сельского поселения в Плесецком муниципальном районе Архангельской области.
Соответствовало административно-территориальной единице в Плесецком районе — частично Тарасовскому сельсовету в составе его 41 населённого пункта.
Административный центр — деревня Подволочье.
Законом Архангельской области от 26 апреля 2021 года № 412-25-ОЗ с 1 июня 2021 года упразднено в связи с преобразованием Плесецкого муниципального района в муниципальный округ.

## География
Тарасовское сельское поселение находится в восточной части Плесецкого района Архангельской области. На территории поселения выделяются реки Мехреньга, Перечега, Пукса, Шорда, Хима, озеро Монастырское.

## История
Муниципальное образование было образовано в 2006 году.
В 1831 году Тарасовская и Церковническая волости Шенкурского уезда были объединены в Политовскую волость, с центром в деревне Петровская (Подволочье). В 1834 году Политовская волость была переименована в Петровскую. В 1869 году Петровская волость была передана из Шенкурского в Холмогорский уезд. В 1898 году из Петровской волости выделили Церковническую волость.
Согласно Указу Президиума Верховного Совета РСФСР от 26.02.1939 года в Плесецком районе из части Плесецкого, Петровского и Савинского советов был создан Кочмасский сельсовет. Указом ПВС РСФСР от 17.06.1954 года Майнемский сельсовет был включён в Церковнический, а Порецкий сельсовет — в Петровский. Решением облисполкома от 1.07.1960 года Петровский и Церковнический сельсоветы были объединены в Тарасовский сельский совет. Решением облисполкома от 22.12.1960 года был упразднён Кочмасский сельсовет с включением его территории в состав Тарасовского и Пуксоозерского советов. В 1963—1965 годах Тарасовский сельсовет входил в состав Плесецкого сельского района.

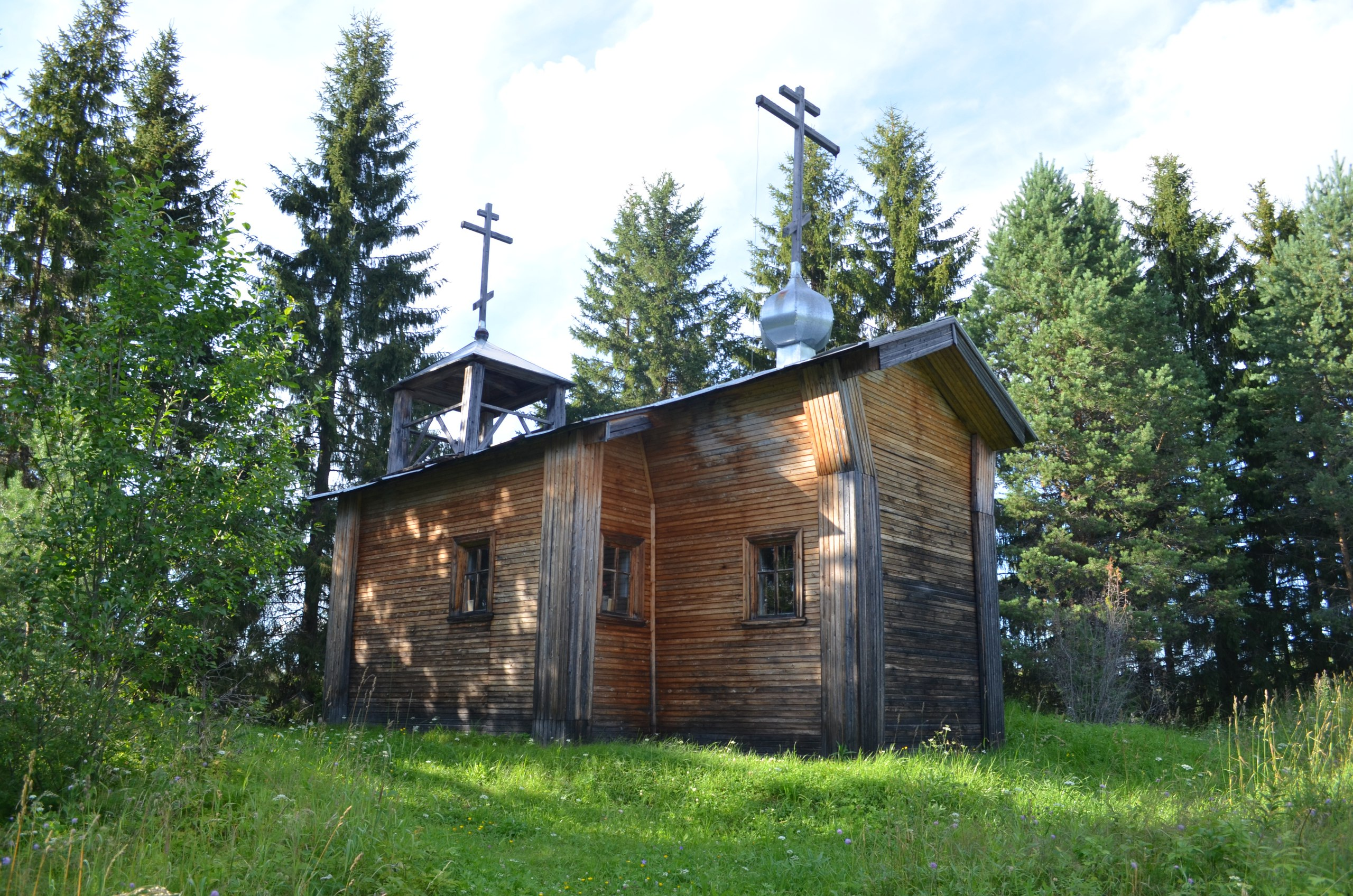
Ильинская часовня на территории поселения

## Население
| 2005 | 2010 | 2011 | 2012 | 2013 | 2014 | 2015 |
| ---- | ---- | ---- | ---- | ---- | ---- | ---- |
| 627  | ↘345 | ↗346 | ↘332 | ↘313 | ↘271 | ↘251 |
| 2016 | 2017 | 2018 | 2019 | 2020 | 2021 |      |
| ↘227 | →227 | ↘204 | ↘178 | ↘167 | ↗171 |      |

## Состав поселения
В состав поселения входят:
- Алексеевская
- Бархатиха
- Блиниха
- Бородина
- Великий Двор
- Вересник
- Верхний Конец
- Горка
- Гришина
- Гусевская
- Еремеевская
- Заболото
- Кашина
- Конецгорье (Конец-Гора)
- Королиха
- Крекова
- Курка-Гора
- Лейнема
- Масленникова
- Матнема
- Мишутиха
- Монастырь
- Наволок
- Низ
- Озаргина
- Перхина
- Пивка
- Плесо
- Подволочье
- Подгорня
- Пресничиха
- Скрипово
- Средьпогост
- Степаниха
- Тарасиха
- Угол
- Худякова (Фудякова)
- Чубарова
- Юра-Гора
- Юрмала
- Якшина

### Карты
- Топографическая карта P-37-11_12.
- Топографическая карта P37-047,048 ПОДВОЛОЧЬЕ